# 白山道

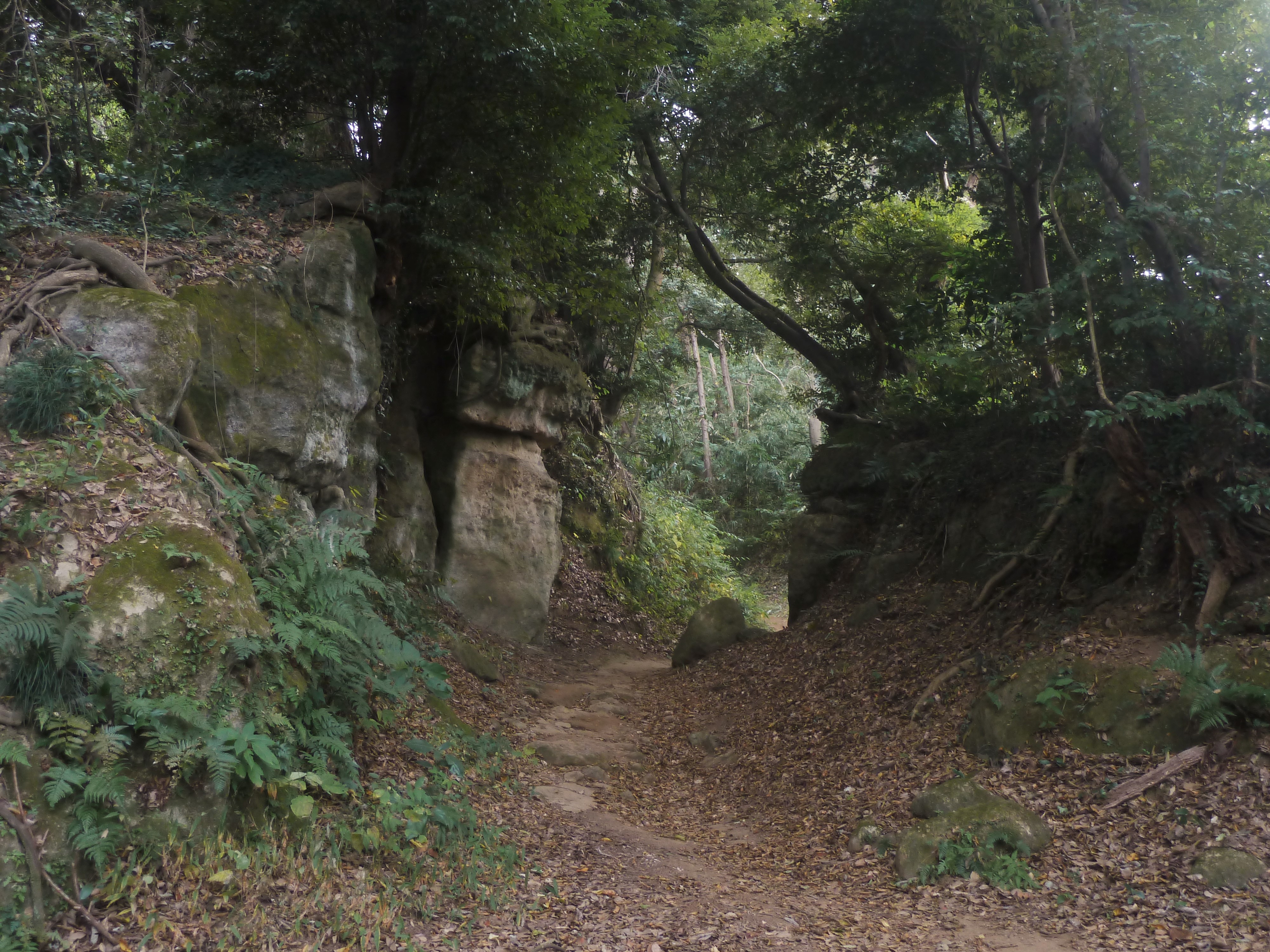
横横道路の西側に残る白山道の切通し

白山道（しらやまみち/しらやまどう）・白山古道（しらやまこどう）は神奈川県横浜市金沢区釜利谷南に残る中世の鎌倉時代から存在したと考えられる古道で、現在は金沢の起伏ある土地を散策するハイキングコースである。

## 歴史
12世紀末から14世紀中ごろまで続いた鎌倉時代のはじめ、1224年（天仁元年）に金沢北条氏の北条実泰が六浦荘富田郷（蒲里谷郷）に本拠地を置いて「釜利谷殿」や「六浦殿」と呼ばれた。この釜利谷を経由して、金沢文庫の称名寺から鎌倉まで通されたのが白山道だったと考えられている。
この道がいつごろに造られ、またいつごろから「白山道」と呼ばれるようになったか不明である。しかし、仁治年間（1240年から1243年）に朝夷奈切通が開通する以前には既にあったと考察されていて、またこの道が通る「宮川」（平潟湾に流入）の渓谷上流に称名寺の末寺「白山堂」（現在の白山権現社付近）があったことが1335年（建武2年）の金沢文庫の古記録にあり、これが道名の由来という。
道筋は、宮川の渓谷の奥から高舟台の山へ登って西の相武トンネル上（市境広場）付近の尾根道に接続して十二所神社などを経て鎌倉へ入った。しかし現代は横横道路（建設時「南横浜バイパス」）や関東学院大学グラウンドの建設で寸断されてしまった。一方、関東学院大学グラウンド付近で分岐して、南側の六浦道（県道23号）に向かう尾根筋の道はまだあり、鼻欠地蔵付近で六浦道に合流する。
この渓谷の両側の崖面は鎌倉時代特有の石窟墓地であるやぐらがたくさん見受けられる（釜利谷やぐら遺跡）。1986年（昭和61年）から翌年まで1年間発掘調査された時、谷底から高舟台への尾根筋を登る3筋の白山道が、やぐら等とともに発見された。現在は宅地造成により1筋（2号古道）だけ残されたが、金沢の自然と歴史を散策するハイキングコースと化した。

## 周辺の史跡
- 東光禅寺-白山道の通る宮川の谷にある。寺の縁起によると建仁年間（1201年～1204年）に鎌倉の薬師々谷に畠山重忠が開基したという伝説があり、応仁年間（1467〜69年）に宮川の谷の白山権現社南側の谷下に移転、その後に東側の現所在地に移転した[6][7]。

- 白山権現社-白山道の通る宮川谷奥の北側崖面に掘られたやぐらを利用した祠[6]。

- 白山道奥磨崖仏-白山道の通る宮川谷奥の北側崖面に掘られた磨崖仏[4]。酷く風化してしまい、輪郭もよくわからない[6][8]。

- 釜利谷やぐら遺跡11号やぐら-白山道古道を登りきったところにある。白山道奥公園になっている。

- 鼻欠地蔵-白山道の残存尾根筋ルートを降りきった六浦道（県道23号）沿いにある磨崖仏[9]。鼻が欠けていたので「鼻欠地蔵」とよばれたが、鼻どころか全身が風化し輪郭が何とか解るレベル[10][11][12]。この尾根または道が相模・武蔵国の境になっていたので「界の地蔵」の名も伝えられている。

- 伝畠山重保墓-禅林寺の境外墓地（金沢区釜利谷南1-5）にある五輪塔で横浜市登録地域文化財である[13]。畠山重忠の息子畠山重保が畠山重忠の乱の時にこの地で自刃し、その墓とする伝説があるが[14]、五輪塔は南北朝時代のもの[15]。

## 詳しく載っている本
- 『釜利谷やぐら遺跡発掘調査報告書』1987年（昭和62年）

## 参考資料
- 『かながわの古道』神奈川県県民部文化室編 1980年6月30日（第3刷）114頁、118-119頁
- 『金沢の古道』横浜市金沢区編 1984年（昭和59年）3月1日刊行 13-15頁、22頁